# Epicauta hirtipes

Epicauta hirtipes — рід жуків родини наривників.

## Опис
Жук довжиною від 9 до 14 мм. Антени обох статей прості. Голова червона, без чорної смужки або плями на тімені. Стерніти черевця з облямівками білих волосків по задньому краю.